# تشيلسي كلينتون
تشيلسي فيكتوريا كلينتون (بالإنجليزية: Chelsea Victoria Clinton)(ولدت في 27 فبراير 1980) هي كاتبة أمريكية. وهي الابنة الوحيدة للرئيس الأمريكي الأسبق بيل كلينتون، وهيلاري كلينتون التي شغلت سابقًا منصب وزيرة خارجية الولايات المتحدة وعضوة في مجلس الشيوخ الأمريكي.
وُلدت كلينتون في مدينة ليتل روك بولاية أركنساس خلال الولاية الأولى لوالدها كحاكم لأركنساس. التحقت بالمدارس الحكومية هناك حتى انتخاب والدها رئيسًا للولايات المتحدة، حين انتقلت العائلة إلى البيت الأبيض، وبدأت حينها دراستها في مدرسة سيدويل فريندز الخاصة. حصلت كلينتون على شهادة البكالوريوس من جامعة ستانفورد، ثم نالت درجتي ماجستير من جامعتي أكسفورد وكولومبيا، وحصلت على درجة دكتوراه في الفلسفة في العلاقات الدولية من جامعة أكسفورد عام 2014.
في عامي 2007 و2008، شاركت كلينتون على نطاق واسع في الحملات الانتخابية في الجامعات الأمريكية دعمًا لترشح والدتها لنيل ترشيح الحزب الديمقراطي للرئاسة، وقدّمتها في المؤتمر الوطني للحزب الديمقراطي عام 2008. وأدّت دورًا مشابهًا في حملة والدتها الانتخابية لعام 2016، حيث ظهرت في أكثر من 200 مناسبة عامة بصفتها ممثلة عنها، وقدّمتها مرة أخرى في المؤتمر الوطني الديمقراطي.
عملت كلينتون لدى شركة ماكنزي آند كومباني، ومجموعة آفينيو كابيتال، وجامعة كولومبيا، وجامعة نيويورك، وشبكة إن بي سي. وتشغل عضوية في عدة مجالس إدارة، من بينها مجلس إدارة مؤسسة كلينتون. وقد ألّفت وشاركت في تأليف كتب غير خيالية للأطفال حققت مبيعات كبيرة، كما شاركت في تأليف كتاب أكاديمي مخصص للكبار حول سياسات الصحة العالمية.

## حياتها
ولدت تشيلسي كلينتون في 27 فبراير 1980 في ليتل روك، أركنساس وهي الطفلة الوحيدة لهيلاري وبيل كلينتون. استلهم اسمها من رحلة قامت بها العائلة إلى حي تشيلسي في لندن خلال عطلة عيد الميلاد عام 1978. ذكرت هيلاري أن زوجها بيل وأثناء الاستماع إلى جودي كولينز وهي تؤدي أغنية لجوني ميتشل بعنوان صباح تشيلسي (تشيلسي مورنينغ) التي صدرت عام 1969 أعرب رغبته في أن يكون له إبنه تحمل اسم تشيلي فقال: إذا كان لدينا ابنة فيجب أن يكون اسمها تشيلسي.
عندما بلغت من العمر عامين، رافقت والديها أثناء قيامهما بحملة في جميع أنحاء أركنساس من أجل السباق الإنتخابي لوالدها. تعلمت القراءة والكتابة في سن مبكرة جدًا. زعمت والدتها هيلاري أن تشيلسي بدأت قراءة الصحيفة في سن الثالثة وكتبت أيضًا رسالة إلى الرئيس رونالد ريغان عندما كانت في الخامسة من عمرها فقط. في الرسالة التي قام والدها بتصويرها وحفظها طلبت تشيلسي من الرئيس ريغان عدم زيارة مقبرة عسكرية في ألمانيا الغربية تضم قبور الجنود النازيين. التحقت تشيلسي بمدرسة فورست بارك الابتدائية، ومدرسة بوكر للفنون والعلوم المغناطيسية الابتدائية ومدرسة هوراس مان جونيور الثانوية وجميعها مدارس عامة في ليتل روك. بينما تخطت الصف الثالث.
نشأت تشيلسي عندما كانت طفلة صغيرة على المذهب المعمداني الجنوبي، وهو نفس المعتقد الديني لوالدها. ومع ذلك عندما كبرت بدأت في حضور الكنيسة الميثودية المتحدة التي تنتمي إليها والدتها.

## حياتها في البيت الأبيض
في 20 يناير 1993 وهو يوم تنصيب والدها لأول مرة كرئيس للولايات المتحدة، انتقلت تشيلسي إلى البيت الأبيض مع والديها وأعطي لها الاسم الرمزي السري "إنرجي". أرادت أسرتها أن تحظى ابنتهم بطفولة طبيعية، ورغبوا في بقائها بعيدة عن وسائل الإعلام.
اتبعت هيلاري كلينتون نصيحة جاكلين كينيدي بشأن تربية الأطفال في البيت الأبيض وطلبت من الصحافة قصر التغطية الإعلامية لتشيلسي على مشاركتها في الأحداث العامة مثل الزيارات الرسمية. دعمت مارغريت ترومان ابنة الرئيس السابق هاري إس ترومان عائلة كلينتون، وفي مارس 1993 كتبت رسالة إلى محرر صحيفة نيويورك تايمز حول الضرر الذي يمكن أن يحدث إذا جعلت الصحافة تشيلسي موضوع تغطية مكثفة.

## الحياة الشخصية
تزوجت في 31 يوليو 2010 من المصرفي مارك ميزفنسكي ولهما ثلاثة أطفال: شارلوت (26 سبتمبر 2014)، وأيدان ( 18 يونيو 2016)، وجاسبر (22 يوليو 2019).

## وصلات خارجية
- تشيلسي كلينتون على موقع IMDb (الإنجليزية)
- تشيلسي كلينتون على موقع ميوزك برينز (الإنجليزية)
- تشيلسي كلينتون على موقع إن إن دي بي (الإنجليزية)
- تشيلسي كلينتون على موقع ديسكوغز (الإنجليزية)
- تشيلسي كلينتون على موقع قاعدة بيانات الفيلم (الإنجليزية)

- زفاف تشيلسي كلينتون في حفل اتسم بالسرية والفخامة بي بي سي العربية،